# Ilie Oană
Ilie Oană (n. 16 august 1918, East Chicago⁠(d), Indiana, SUA – d. 27 aprilie 1993, România) a fost un jucător și antrenor de fotbal român.

## Copilăria și începutul carierei
Ilie Oană s-a născut în Statele Unite, la Indiana Harbor, părinții săi refugiindu-se acolo din cauza Primului Război Mondial. Când Ilie avea 4 ani, s-au întors în România și s-au stabilit la Sibiu. Acolo, în Transilvania, a și început Oană să dea cu piciorul în minge, la echipa locală Șoimii.
Toți din generația sa îi spuneau „Americanul”.

## Cariera de senior
In 1937 s-a transferat la Juventus București, unde a rămas până în 1951, ca extremă dreapta clasică, într-un atac din care mai făceau parte nume ca Mihai Flamaropol și Titi Popescu. După ce s-a retras, a rămas să activeze în cadrul aceluiași club, mutat între timp la Ploiești, sub numele de Petrolul.
De altfel, Ilie Oană deține un record greu de egalat în fotbalul românesc, întrucât a petrecut 34 de ani la un singur club, ca antrenor și jucător.

## Antrenoratul
Ca antrenor, Ilie Oană a activat la Petrolul Ploiești, echipa greacă Panserraikos, Politehnica Iași, FC Universitatea Craiova (cu care a câștigat Cupa României în 1978), Farul Constanța, Gloria Buzău.
A promovat cu „găzarii” în primul eșalon în 1953, a cucerit de două ori titlul, în 1958 și 1959, dar și o Cupă a României, în 1963.
De asemenea, Ilie Oană este al doilea antrenor din istoria Primei Divizii Românești ca număr de meciuri din postura de antrenor (549), fiind depășit doar de Florin Halagian, care are 926 de meciuri.
La începutul anilor '80, Oană s-a retras brusc din activitate, rămânând însă membru de vază în Colegiul Central al Antrenorilor.
Din 1990, stadionul „Petrolul" din Ploiești îi poartă numele. 
Tehnicianul s-a stins din viață la 27 aprilie 1993.

## Palmares

### Jucător
Petrolul Ploiești
- Divizia B: 1940–41[2][3]

### Antrenor
Petrolul Ploiești
- Divizia A: 1957–58, 1958–59[2][3]
- Divizia B: 1954[2][3]
- Cupa României: 1962–63[2][3]

Universitatea Craiova
- Cupa României: 1977–78[2][3]

## Distincții
- Ordinul „Meritul Sportiv” clasa a III-a (25 octombrie 1966) „pentru rezultatele deosebite obținute în competițiile sportive internaționale, precum și pentru contribuția valoroasă adusă la dezvoltarea culturii fizice și sportului în țara noastră”[7]